# Mięsień opuszkowo-gąbczasty
Mięsień opuszkowo-gąbczasty (łac. musculus bulbospongiosus, ang. bulbospongiosus muscle) – w anatomii człowieka jeden z mięśni dna miednicy, cechujący się największymi różnicami płciowymi wśród wszystkich mięśni krocza.
U mężczyzn jest to mięsień nieparzysty. U góry sąsiaduje z przeponą moczowo-płciową, od boków z mięśniem kulszowo-jamistym. Włókna biorą początek ze środka ścięgnistego krocza, na pośrodkowym szwie ścięgnistym na tylnym obwodzie opuszki prącia lub bezpośrednio z zewnętrznego zwieracza odbytu z tej samej lub przeciwnej strony. Dalej włókna biegną łukowato ku górze i do przodu. Wyróżnia się warstwę powierzchowną i głęboką końcowego przyczepu. Warstwa głęboka otacza ciało gąbczaste prącia, warstwa powierzchowna obejmuje korzeń prącia i kończy się po stronie grzbietowej w powięzi głębokiej prącia. 
U kobiet mięsień jest podzielony na dwie równe części, tylko w środku ścięgnistym krocza łączące się pasmem łącznotkankowym. Rozpoczyna się w środku ścięgnistym krocza oraz w przedłużeniu zwieracza zewnętrznego odbytu. Włókna powierzchowne kończą się na grzbiecie łechtaczki, a głębokie obejmują opuszkę przedsionka oraz dochodzą do ciał jamistych łechtaczki.
Unaczyniony jest przez gałązki tętnicy kroczowej, a unerwiony przez nerwy krocza S2–4 (od nerwu sromowego).
U mężczyzn pełni ważną rolę we wzwodzie i wytrysku. U kobiet mięsień zwiera ujście pochwy.